# 森田隼人

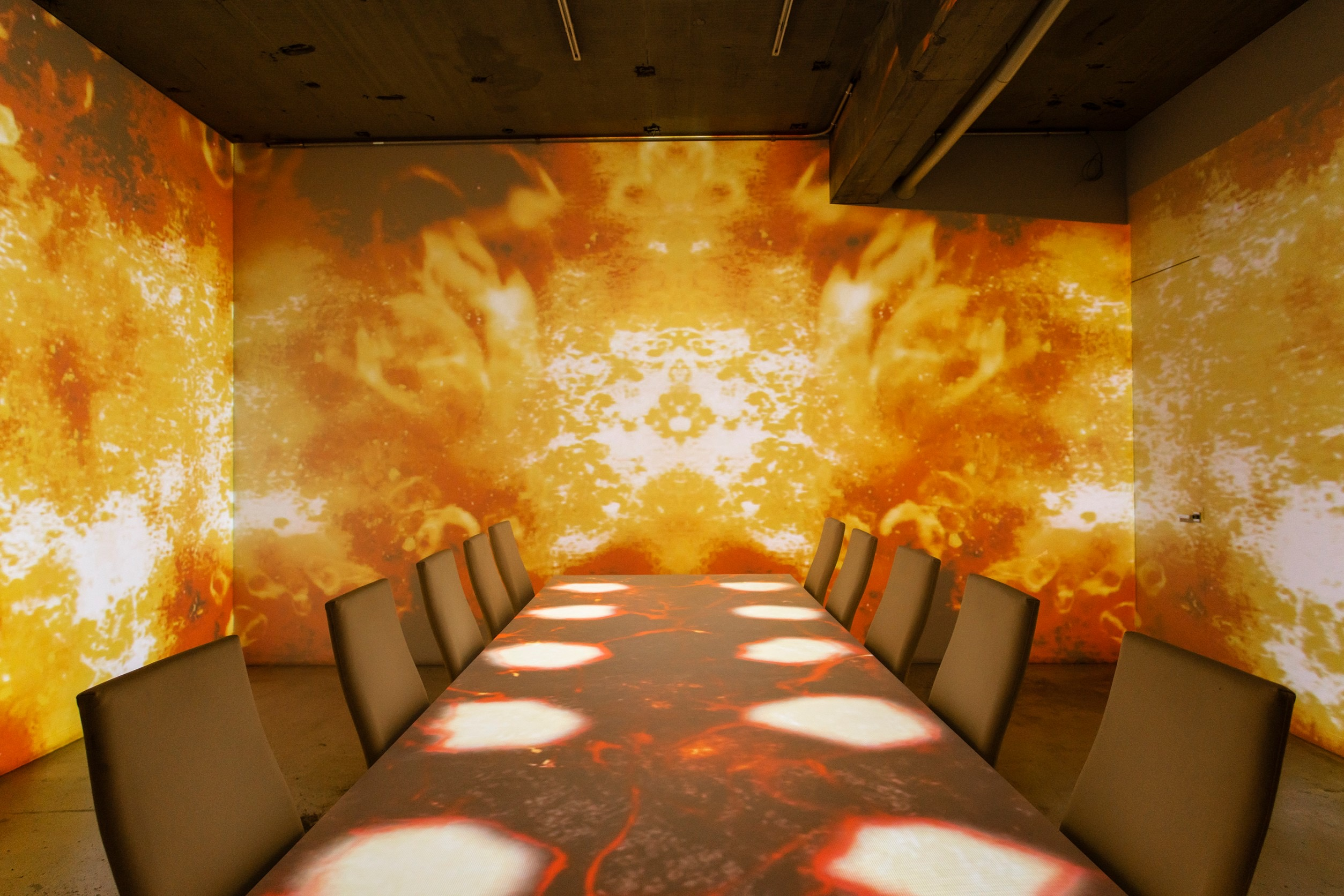
クロッサムモリタ

森田 隼人（もりた はやと、1978年7月15日 - ）は、日本の企業経営者、料理人、国際スラム解放活動家、クリエイター、作家である。大阪府出身の元プロボクサーである。
第11回農林水産省料理人顕彰制度「料理マスターズ」を受賞し、一般社団法人エクスペリエンス代表理事を務める。2009年に立食焼肉と日本酒のレストラン「六花界」を神田で開業した。2023年10月、フランス食団「Best of Gastronomie International」よりBest of Gastronomie Gold Medal を授賞している。

## 経歴
近畿大学理工学部を卒業して建築関連の会社に勤めたのちに、建築デザイン事務所「m-crome」を設立する。建築業界で勤務しつつプロボクサーとして活動し、店舗開業前の約1年間は東京都で公務員として勤務した。
店舗設計の経験を生かし、2009年7月に立ち食い焼肉店「六花界」を神田駅徒歩30秒の地で開業した。2015年現在、会員制飲食店の「初花一家」「吟花」「五色桜」「CROSSOM MORITA」「TRYLIUM」を経営する。
牛タン専門店「牛舌金庫」のフランチャイズ展開をしている。
- 第11回農林水産省料理人顕彰制度「料理マスターズ」[10][11][12]を受賞している。
- 和牛ブランドの「もりたなか牛」を開発した。AISSY株式会社の協力で味覚センサーを用いて肉質を分析[13]し、酒粕を用いた[14]飼料で熊本県天草市の田中畜産が肥育する。
- 第12代酒サムライ[15]を日本酒造青年協議会から叙任している。
- コロナ禍の畜産業救済を目的に、「旅スル和牛」[16]と題して和牛と野宿しながら大阪から熊本まで650キロメートル (km) を60日間で歩く[17]クラウドファンディングを実施し、得られた利益の一部を熊本県天草市に義援金として寄付[18]した。
- 日本酒の価値向上を目的に、日本から11500km、ロシア国内を9800kmを移動式酒蔵システムを開発し日本酒を醸造[19]した。世界最長移動距離で醸造した日本酒を「十輪～旅スル日本酒」と題してオークションへ出品すると過去最高額の440万円[20][21][22]で落札された。
- 宮迫博之の飲食店救済企画「有頂天レストラン」[23]などのYouTube動画に出演した。
- 2021年12月10日、小比類巻貴之が主催するEXECUTIVE FIGHT～武士道～に異種格闘技としてプロボクサーとして出場[24]。相手は大沢樹生（元光GENJI、キックボクサー）と試合をし２RにKOで勝利した。セコンドにはYahoo！JAPAN社長の川邊健太郎が付いている。
- 2023年5月、ナイジェリアの水上スラム「マココ」にてレストランの建設を始める。レストランにて料理人を雇用し育成することでスラムを将来的に解放する為に活動していることがメディアに多数取り上げられる[25][26][27]。
- 2023年9月16日、日本人初となるナイジェリア、ヨルバ族系王Adedotun Aremu Gbadebo IIIの80歳の生誕祭の料理人を務める[28][29][30]。
- 2023年10月、フランス食団「Best of Gastronomie International」よりBest of Gastronomie Gold Medal を授賞。また「Ambassador for the Wagyu」も拝命した[31]。

## 著書
- 『大繁盛の秘密教えます! : 激セマ立ち飲み焼肉店「六花界」だけに人が集まる理由』（角川フォレスタ）（角川学芸出版、2013年）ISBN 9784046539113
- 『2.2坪の魔法』 : （ダイヤモンド社、2021年）ISBN 9784478109076[32]

## 出演
- 忍24時[33]｜日本テレビ(2017年3月29日放送)、坂上忍らと共演。
- 沸騰ワード10[34]｜日本テレビ(2017年4月14日放送)、設楽統・日村勇紀（バナナマン）、 カズレーザー、郡司恭子らと共演。
- アウト×デラックス[35]｜フジテレビ（2020年12月10日放送）、マツコ・デラックス、高嶋政宏と共演。
- あいつ今何してる？[36]｜テレビ朝日（2021年5月26日放送）、『衝撃の転身を遂げた天才』に出演。３時のヒロインと共演。
- ゼロイチ[37]｜日本テレビ（2021年8月14日放送）、『【謎の美女（秘）素顔＆生態を大調査SP】』に出演。指原莉乃、松丸亮吾、平野ノラらと共演。
- ネタミちゃんとなかまたち[38]｜読売テレビ（2021年12月12日放送）、ブラックマヨネーズ、ロッシー、柳原可奈子らと共演。
- “現役さん”１００人に聞きました【極上グルメ＆激レア動物＆おもしろ発明家ＳＰ】[39]｜テレビ東京（2022年3月5日放送）、見取り図、松村沙友理らと共演。
- あしたの内村！！[40]｜フジテレビ（2022年4月25日放送）、内村光良、滝沢カレン、吉村崇（平成ノブシコブシ）、若槻千夏らと共演。
- ヒルナンデス！[41]｜日本テレビ（2022年4月25日放送）、藤田ニコル・田崎真也・鎧塚俊彦・日高良実らと共演。
- ヒルナンデス！[42]｜日本テレビ（2022年5月9日放送）、藤田ニコル・田崎真也・鎧塚俊彦・日高良実らと共演。
- 笑神様は突然に...[43]｜日本テレビ（2022年7月24日放送）、内村光良、二宮和也、満島ひかり らと共演。
- ぽかぽか[44]｜フジテレビ（2023年2月10日放送）、岩井勇気・澤部佑（ハライチ）、らと共演。
- THE 5連覇無双[45]｜読売テレビ（2023年4月30日放送）、遠藤憲一、沢村一樹、矢田亜希子、ファーストサマーウイカらと共演。
- ぽかぽか[46]｜フジテレビ（2023年5月26日放送）、岩井勇気・澤部佑（ハライチ）、伊沢拓司らと共演。
- マサかの〜レストラン え〜！これウソでしょ[47]｜CBCテレビ（2023年6月17日放送）、狩野英孝、陣内智則、酒井貴士(ザ・マミィ)らと共演。
- ホンマでっか！？TV[48]｜フジテレビ（2023年10月4日放送）、【肉は健康にいい！知られざる肉パワーSP】、明石家さんま、EXILE SHOKICHI、小柳ルミ子、南野陽子らと共演